# 星之歌
《星之歌》（又稱「星歌」，日文）是日本成人遊戲製作公司FrontWing於2008年12月26日發售的一款美少女遊戲。2009年12月25日發售遊戲續篇《星之歌 ～星光小夜曲～》（ほしうた ～Starlight Serenade～）。
《星之歌》是Front Wing的第二十一部作品，同時也是繼《雪之歌》（ゆきうた，2003年12月19日發售）和《天空之歌》（そらうた，2004年8月27日發售）之後的「歌系列」第三作戀愛冒險遊戲。主要女角數為五人。人物設計和前兩作同樣由擔當。在《星之歌》發售的兩個月以前，於2008年10月24日發售前兩作《雪之歌》和《天空之歌》的Windows Vista對應版。
改編自此遊戲的同名漫畫，在角川書店旗下的雜誌《月刊Comp Ace》2009年5月號上開始連載，兩本單行本於2010年1月22日至7月21日發售。作畫和遊戲版同樣由擔當，但是漫畫版的劇情和遊戲版的不一樣。
故事舞台是位於日本靜岡縣伊豆半島西部的名叫「美星町」的虛構市鎮。故事主角「周防和彥」是在鎮子上的高中「美星學園」的男學生。

## 登場人物
※關於角色名的平假名、羅馬字表記，請參看日文版、英文版條目。

### 主要角色
周防和彥
生日：8月25日
這個故事的男主角。美星學園二年二班的學生。小時候父母雙亡而被周防家領養。一面上着學，一面在旅館打着工。討厭的食品是黃瓜。
黑田結衣
聲優：
身高：155cm，三圍：B84(C)/W58/H83，生日：2月15日，血型：AB型
美星學園二年級女生，和彥的同班同學兼青梅竹馬。九年前和父母一起從東京搬家到美星町而與和彥成為朋友。在周防家附近的老旅店「黑田旅館」主人夫妻的獨生女。性格開朗，運動神經好，但是學業成績很不好，完全不會遊泳。喜歡的食品是香蕉，討厭吃山葵。
周防奈奈乃
聲優：
身高：147cm，三圍：B77(A)/W54/H79，生日：3月9日，血型：A型
美星學園一年級女生，和彥的乾妹妹。領養和彥的老太太「周防比奈」的孫女。與和彥同樣她也小時候喪雙親。性格天真爛漫，非常喜歡和彥，但是有天然呆的一面。她喜歡的動物是龜，有很多與龜相關的物品。喜歡的食品是芒果甜瓜麵包。
雨宮玖良良
聲優：
身高：157cm，三圍：B86(D)/W57/H85，生日：10月8日，血型：B型
美星學園二年級女生。今年七月和一位女傭一起從東京搬家到美星町而轉學到和彥們的班級。父親「雨宮雅樹」是日本著名的企業集團「雨宮財閥」的統帥。成績優秀及忠厚老實，但是有不知世事的一面。喜歡的食品是咖喱麵包。
木之下翠
聲優：青山由香里
身高：162cm，三圍：B88(E)/W59/H90，生日：8月24日，血型：O型
美星學園三年級女生，和彦、結衣、奈奈乃的前輩及好朋友。四年前車禍中受重傷而成了左腳麻痺，從那時以來她使用著起名叫「疾風號」（ハヤテ号）的輪椅。性格非常開朗。喜歡體育活動，特別擅長遊泳。喜歡的食品是壽司。
山吹蓮華
聲優：
身高：149cm，三圍：B79(B)/W52/H77，生日：12月2日，血型：AB型
身世不明的謎之少女。和一位女傭人兩人在海角上洋館生活。和奈奈乃同歲。性格很傲慢，喜歡惡作劇。與和彥們不同，她不是美星學園的學生。

### 其他配角
笠井 洋介
聲優：皇帝
身高：172cm，生日：10月10日，血型：O型
美星學園二年級男生，和彥的同班同學及朋友。性格開朗，但是學業成績不好。相当的好女色。
北條 亞里砂
聲優：
身高：163cm，三圍：B85(D)/W57/H88，生日：12月5日，血型：O型
美星學園二年級女生，和彥的同班同學及朋友。父親「北條哲夫」是大企業「北條集團」的總經理。去年從東京搬家到美星町而成為和彥與結衣的同班同學。和結衣相反，腦筋好及學業成績很優秀。在續篇《星光小夜曲》中昇格為主要女角。
廣瀨 小梅
聲優：櫻葉月
身高：164cm，三圍：B80(A)/W59/H88，生日：6月6日，血型：B型
在雨宮家工作的女傭。從十一年前照顧着玖良良的日常生活。在玖良良面前假裝老實，但是真的性格很粗暴。在續篇《星光小夜曲》中昇格為主要女角。
黑田 香代
聲優：飯田空
身高：163cm，三圍：B86(D)/W59/H89，生日：2月27日，血型：A型
結衣的母親，是黑田旅館的老闆娘（女將）。
周防 比奈
聲優：松榮子
奈奈乃的祖母，是和彥與奈奈乃的撫養者。去年七月逝世，享年七十二歲。生前她擔任黑田旅館的招待員長（仲居頭）。
森下 聖子
聲優：川瀨步
身高：166cm，三圍：B86(C)/W56/H84，生日：6月18日，血型：O型
在美星學園教日本史的女性教師也是和彥班上的班導師。在續篇《星光小夜曲》中昇格為主要女角。
龜次郎
聲優：天野奏
周防家飼養的烏龜。奈奈乃非常喜歡龜次郎。
雨宮 百合香
聲優：牧泉美
雨宮雅樹的前妻，是玖良良的生母。身體虛弱，十一年前因病去世。
雨宮 環
聲優：
身高：165cm，三圍：B82(B)/W56/H84，生日：11月1日，血型：O型
雨宮雅樹的後妻，是玖良良的繼母。百合香死後，和雅樹結婚。結婚以前她擔任雅樹的秘書。對玖良良很冷淡。
木下 鐵平
聲優：紫陽花
翠的父親，職業是漁夫，年齡四十五歲。妻子數年前因病去世。
武藤 香織
聲優：山田實凛
和蓮華同住的中年女傭人。
柏村 恭介
聲優：事務台車
蓮華的父親。數年前和蓮華的母親離婚。

## 工作人員
- 企劃、製作人：山川竜一郎
- 原畫、角色設計：フミオ
- 劇本：ヤマグチノボル、屑美たけゆき、かづや
- 音樂：Elements Garden
- 影片：yo-yu

## 主題曲
星之歌
- 片頭曲：《失蹤的人》[5]

作詞：Bee'　作曲/編曲：藤間仁（Elements Garden）　歌唱：Veil ∞ Lia
- 插入曲：《搖籃曲》

作詞：佐藤裕美　作曲/編曲：藤間仁（Elements Garden）　歌唱：Veil ∞ Kaori Omura（大村香織）
- 片尾曲：《夏天的盡頭》

作詞：佐藤裕美　作曲/編曲：藤間仁（Elements Garden）　歌唱：佐藤裕美
星之歌 ～星光小夜曲～
- 片頭曲：《群星的羈絆》[6]

作詞：Bee'　作曲/編曲：藤間仁（Elements Garden）　歌唱：Veil ∞ Lia
- 片尾曲：《黃昏的天空》

作詞：Bee'　作曲/編曲：藤間仁（Elements Garden）　歌唱：茶太

## 相關商品
漫畫
由フミオ擔任作畫的漫畫，日文版由角川書店發售，正體中文版的標題是星之歌，由台灣角川代理發售。
| 卷數 | 角川書店      | 角川書店               | 台灣角川      | 台灣角川           |
| 卷數 | 發售日期      | ISBN                   | 發售日期      | ISBN               |
| ---- | ------------- | ---------------------- | ------------- | ------------------ |
| 1    | 2010年1月26日 | ISBN 978-4-04-715374-5 | 2011年8月20日 | ISBN 9789862871065 |
| 2    | 2010年7月26日 | ISBN 978-4-04-715489-6 | 2011年9月29日 | ISBN 9789862873724 |

書籍
- TECH GIAN （Enterbrain發行，2008年10月31日發售，ISBN 978-4-75774-549-0）[7]
- （原畫集，2009年8月14日發售）[8]

音樂CD
- 《星之歌》片頭曲+插入曲（2008年11月28日發售） [9]
- 《星之歌》原聲帶（2009年1月30日發售） [10]
- 《星之歌 ～星光小夜曲～》片頭曲+片尾曲（2009年10月2日發售）[11]

## 外部連結
- FrontWing （页面存档备份，存于）（日語）
- 《星之歌》官方網站 （页面存档备份，存于）（日語）
- 《星之歌 ～星光小夜曲～》官方網站 （页面存档备份，存于）（日語）